# Caponia abyssinica
Caponia abyssinica är en spindelart som beskrevs av Embrik Strand 1908. Caponia abyssinica ingår i släktet Caponia och familjen Caponiidae.
Artens utbredningsområde är Etiopien. Inga underarter finns listade.